# Bayview (Toronto Subway)

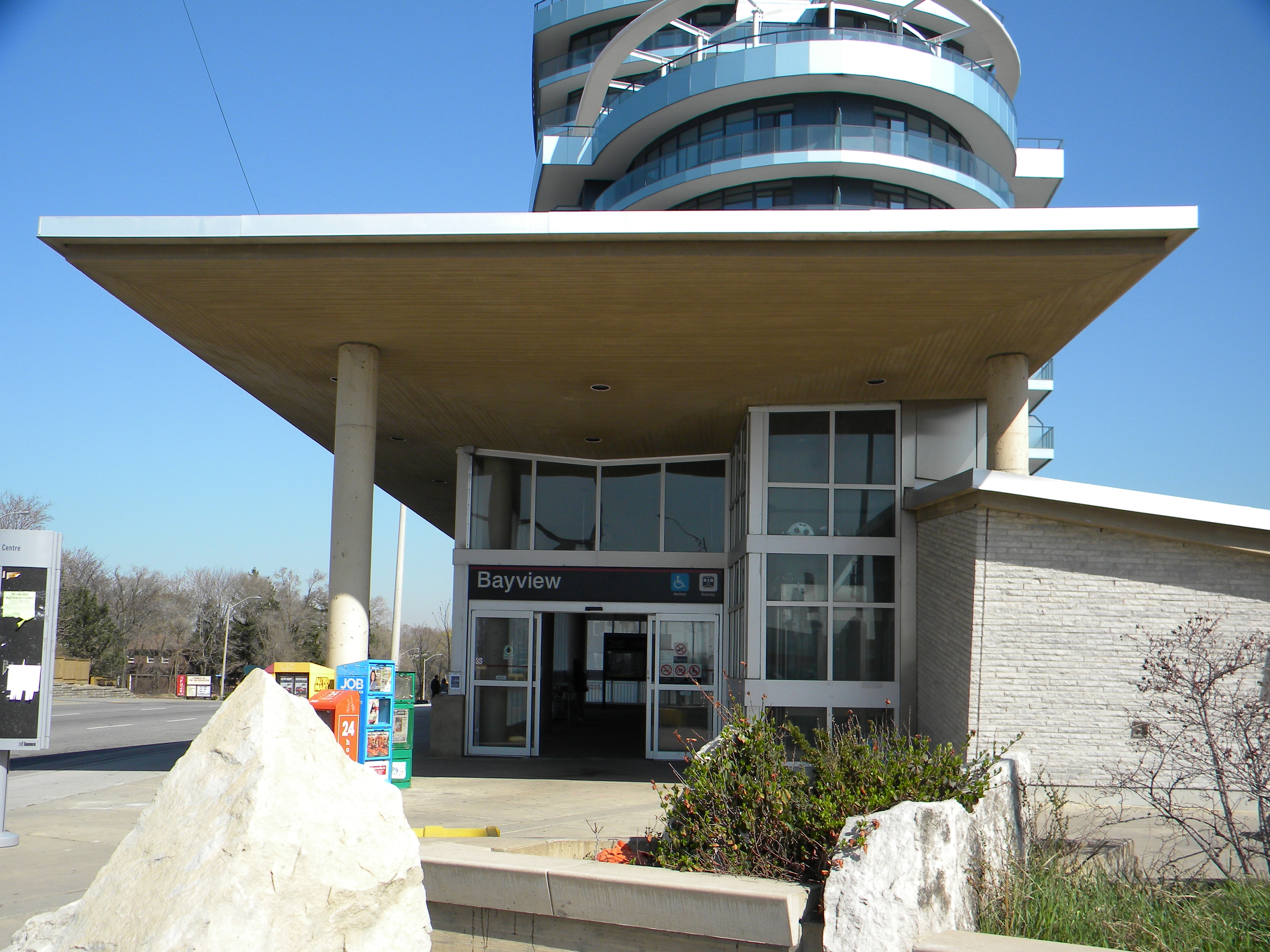
Eingang zur Station Bayview

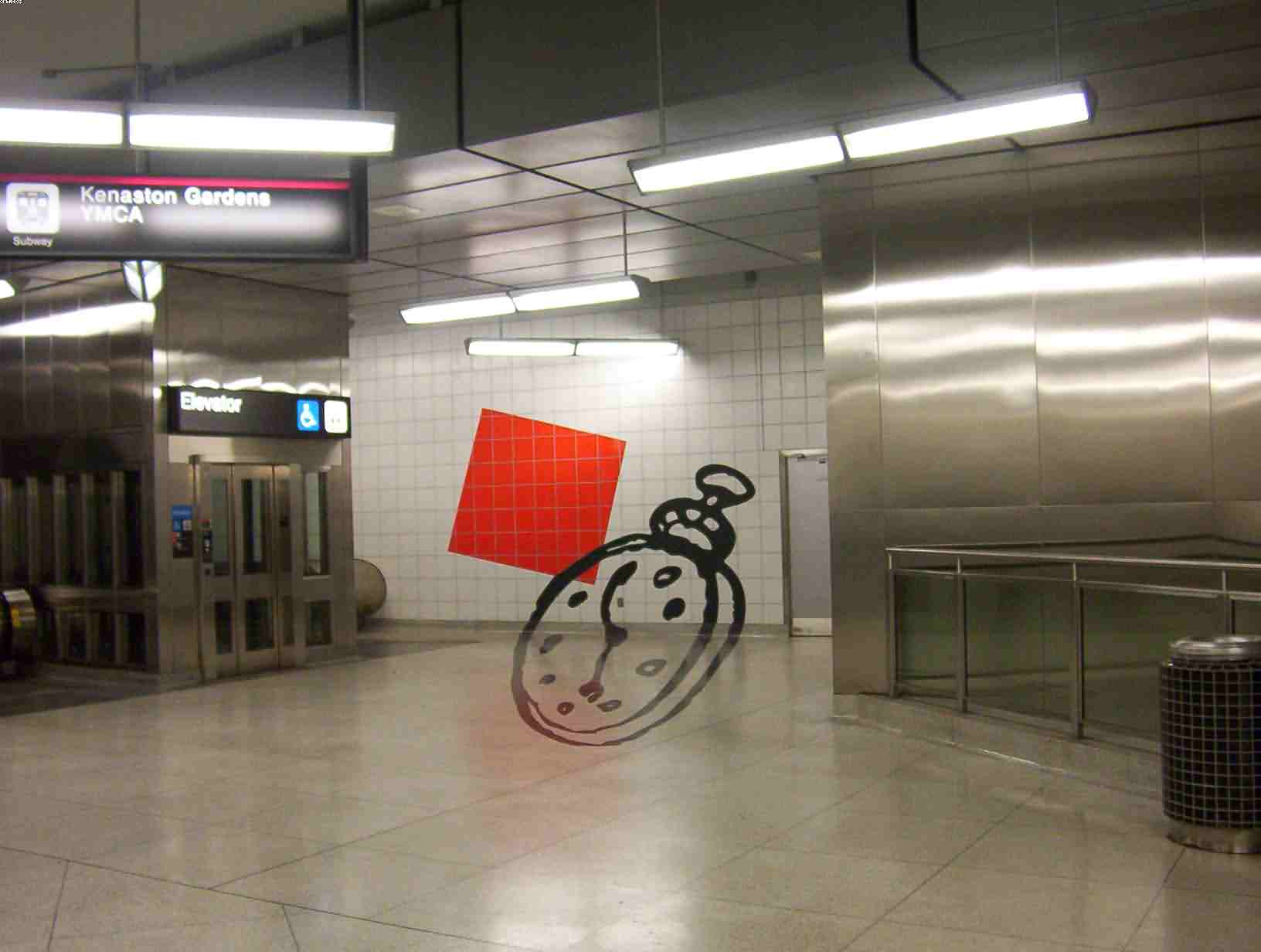
Op-Art-Kunstwerk in Form einer Uhr auf der Verteilerebene

Bayview ist eine unterirdische U-Bahn-Station in Toronto. Sie liegt an der Sheppard-Linie der Toronto Subway, an der Kreuzung von Sheppard Avenue und Bayview Avenue. Die Station besitzt einen Mittelbahnsteig und wird täglich von durchschnittlich 8.530 Fahrgästen genutzt (2018).
In unmittelbarer Nähe befindet sich das Einkaufszentrum Bayview Village. Es bestehen Umsteigemöglichkeiten zu zwei Buslinien der Toronto Transit Commission (TTC). Die Eröffnung der Station erfolgte am 24. November 2002, zusammen mit der gesamten Sheppard-Linie zwischen Sheppard-Yonge und Don Mills.
Für das Design der Station war das Architekturbüro Stevens Group Architects verantwortlich. Besonders auffällig ist das Eingangsgebäude an der Nordostseite der Kreuzung mit einem langen, abgewinkelten und überhängenden Dach, das an die expressionistische Architektur der Mitte des 20. Jahrhunderts erinnert. Die Verteilerebene wird durch Op-Art-Kunstwerke von Panya Clark Espinal geschmückt. Je nachdem, wo der Betrachter steht, scheinen die auf die Wände und den Boden gemalten Objekte in der Luft zu schweben.